# Chamaepsila luteola
Chamaepsila luteola är en tvåvingeart som beskrevs av Collin 1944. Chamaepsila luteola ingår i släktet Chamaepsila, och familjen rotflugor. Arten har ej påträffats i Sverige.